# Louis Brassin
Louis Brassin (ur. 24 czerwca 1840 w Akwizgranie, zm. 17 maja 1884 w Petersburgu) – francuski pianista i kompozytor.

## Życiorys
Studiował w Lipsku u Ignaza Moschelesa. Przez kilka lat koncertował wspólnie z braćmi Leopoldem i Gerhardem, następnie wykładał w Konserwatorium Sterna w Berlinie (1866) i w konserwatorium w Brukseli (1869–1876). Od 1879 roku był wykładowcą konserwatorium w Petersburgu.
Opublikował pracę École moderne du piano. Skomponował m.in. 2 operetki, 2 koncerty fortepianowe, utwory salonowe na fortepian, pieśni. Dokonał transkrypcji na fortepian muzyki do Walkirii Richarda Wagnera.